# カルロ・ピンソーリョ
カルロ・ピンソーリョ（Carlo Pinsoglio、1990年3月16日 - ）は、イタリア・モンカリエーリ出身のサッカー選手。セリエA・ユヴェントスFC所属。ポジションはゴールキーパー。

## 経歴
ユヴェントスの下部組織に加入し、2007年にユースチームに昇格した。トップチームで出番のないまま、2012年にヴィチェンツァに移籍した。2014年に再びユヴェントスに買い戻されるが、下部リーグのクラブにレンタルに出され経験を積んだ。
2017年、第3GKを務めていたエミル・アウデロがヴェネツィアにレンタルされることになり、空いたクラブ育成枠を埋めるためトップチームに初めて登録されることになった。
2018年9月27日に2020年まで契約を延長したことが発表された
。
2021年7月1日に2023年まで契約を延長したことが発表された

## 人物
第3GKという出場が限られたポジションながらチームではムードメーカーであり、ゴールパフォーマンスをしている味方にベンチから走っていく姿は珍しくない。クリスティアーノ・ロナウドとプライベートで親交があり、お互いのパートナーと一緒に食事に行っていた。

## タイトル
ユヴェントスFC
- セリエA 2017-18, 2018-19, 2019-20
- コッパ・イタリア : 2017-18, 2020-21, 2023-24
- スーペルコッパ・イタリアーナ：1回 (2018, 2020)